# Stephan Balkenhol
Stephan Balkenhol (Fritzlar, 10 febbraio 1957) è un artista tedesco famoso per le sue sculture e i suoi rilievi figurativi in legno dipinto.
Attualmente è professore di scultura presso l'Accademia di belle arti di Karlsruhe (Staatliche Akademie der Bildenden Künste Karlsruhe). Vive e lavora a Karlsruhe, Germania e Meisenthal, Francia.

## Vita e carriera
Balkenhol frequentò la Scuola di Belle Arti di Amburgo (Hochschule für Bildende Künste Hamburg) dal 1976 al 1982 e studiò presso Ulrich Rückriem, avendo tra i suoi tutor Nam June Paik e Sigmar Polke.
Balkenhol ha iniziato a intagliare il legno a metà degli anni '80. Le sue sculture totemiche di persone comuni continuano la tradizione europea della scultura in legno e fanno riferimento all'arte popolare e alla scultura greca medievale e classica.
In risposta agli approcci astratti, minimalisti e concettuali della Hamburg School, Balkenhol decise di concentrarsi su una persona di tutti i giorni, invece che su un idolo o un eroe. Entro gli anni Novanta, il suo repertorio si era ampliato fino a includere animali e creature ibride, oltre a motivi e rilievi architettonici.
L'opera di Balkenhol è una concatenazione di sensualità, vivacità, monumentalità e umorismo. Le sue figure emanano atemporalità: abiti semplici e dai colori tenui e le pose sicure ma modeste di uomini e donne familiari ma anonimi che non mostrano sentimenti o emozioni soggettive e non contengono riferimenti sociologici o socio-critici.
L'artista utilizza una varietà di legni, come il pioppo, l'abete di Douglas e il legno di wawa, e scolpisce a mano ogni pezzo da un singolo blocco usando martelli, seghe elettriche e scalpelli, lasciando dietro di sé trucioli e tracce visibili nel legno, con i suoi nodi, venature e crepe. Quindi usa la vernice per strutturare la scultura e accentuare l'anatomia, senza in alcun modo aumentare l'espressività della figura. Le sue figure umane non sono mai lucidate fino a raggiungere una levigatezza cerosa e un artificio. Come gli umani, non sarebbero se stesse senza imperfezioni. Le superfici ruvide e i tagli creano un senso di forza vitale nascosta all'interno di umani apparentemente apatici, prova dell'amore e della fede dell'artista nell'umanità.
Il lavoro di Balkenhol è stato esposto in numerose mostre personali in tutto il mondo, tra cui il Lehmbruck-Museum (Duisburg, Germania), il Museum Jorn (Silkeborg, Danimarca), il Landes Museum (Linz, Austria), il Museum of Contemporary Art (Los Angeles, CA, USA), il MKM Museum Küppersmühle für Moderne Kunst (Duisburg, Germania), il Museo di Grenoble (Grenoble, Francia) e il Staatliche Kunsthalle (Baden-Baden, Germania).

## Installazioni pubbliche dell'artista
Balkenhol ha anche completato un numero significativo di commissioni pubbliche nella sua carriera. Tra queste ci sono la "Big Head Column" per la Peggy Guggenheim Collection (Venezia, Italia), "Big Man with a Little Man" per Pariser Platz (Berlino, Germania), "Man and Woman" per la Hamburg Central Library (Amburgo, Germania), "Everyman" per gli uffici del consiglio comunale di Edimburgo (Edimburgo, Scozia) e "Man with Tower Block" (Toronto, Canada).

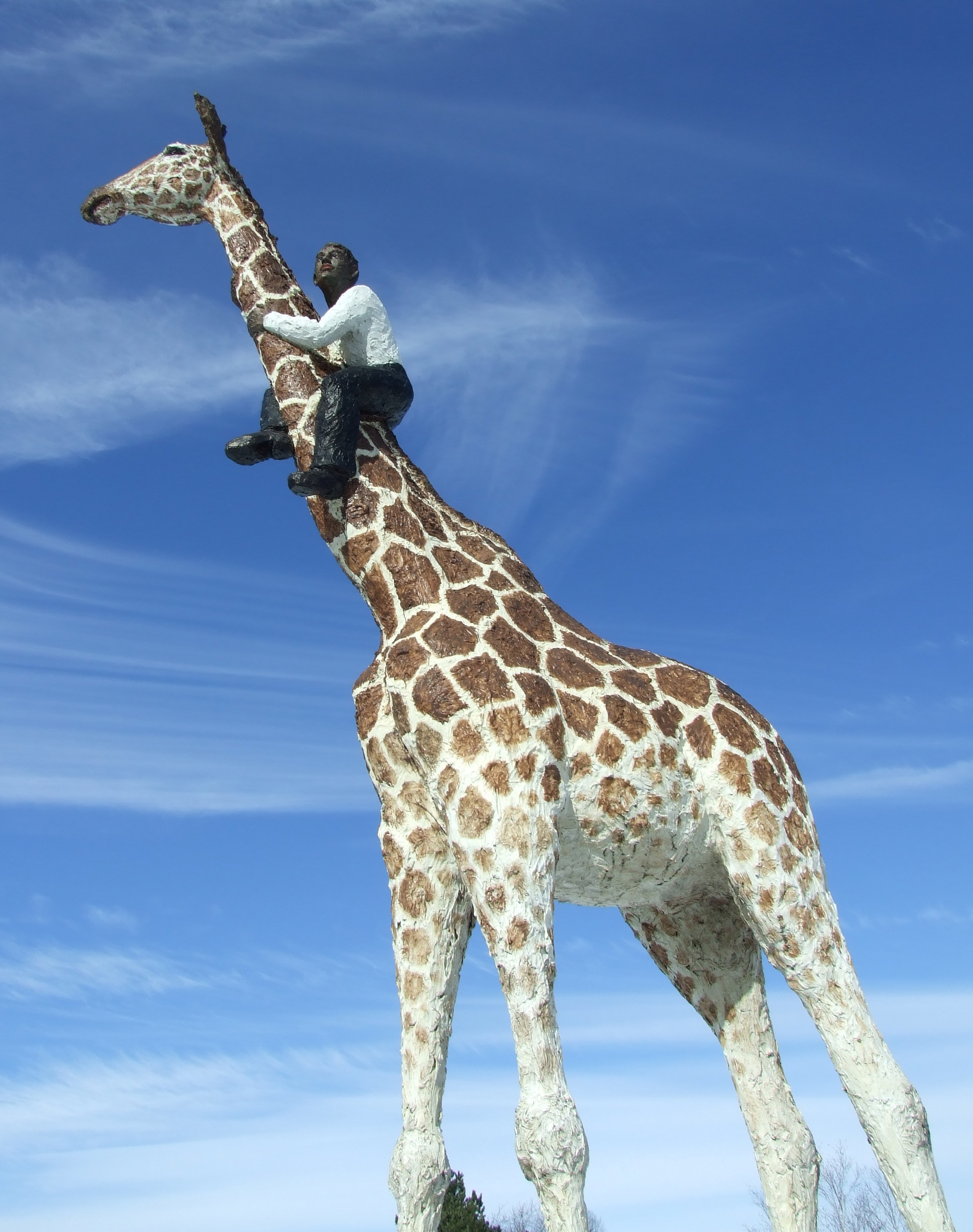
'L'uomo sulla giraffa' nel Tierpark Hagenbeck a Amburgo, Germania
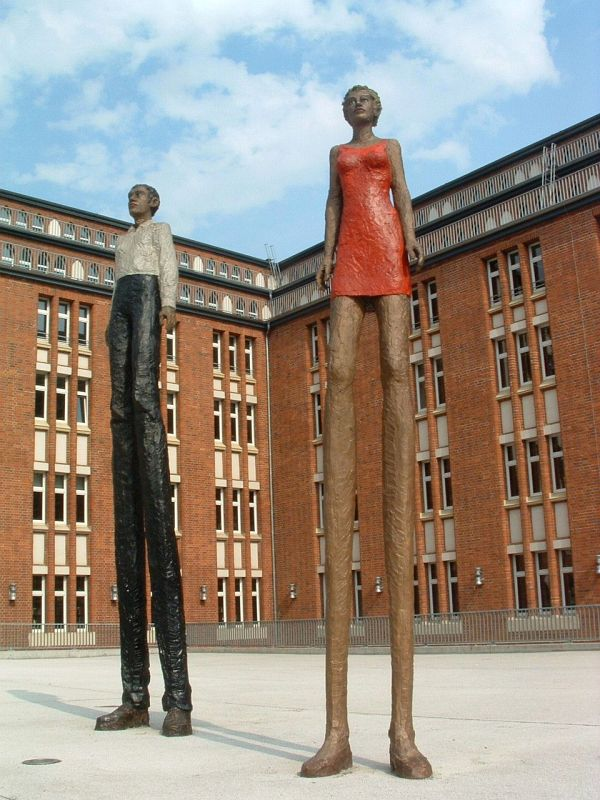
"Uomo + Donna" ad Amburgo davanti alla Biblioteca Centrale dell'Hamburger Öffentliche Bücherhallen
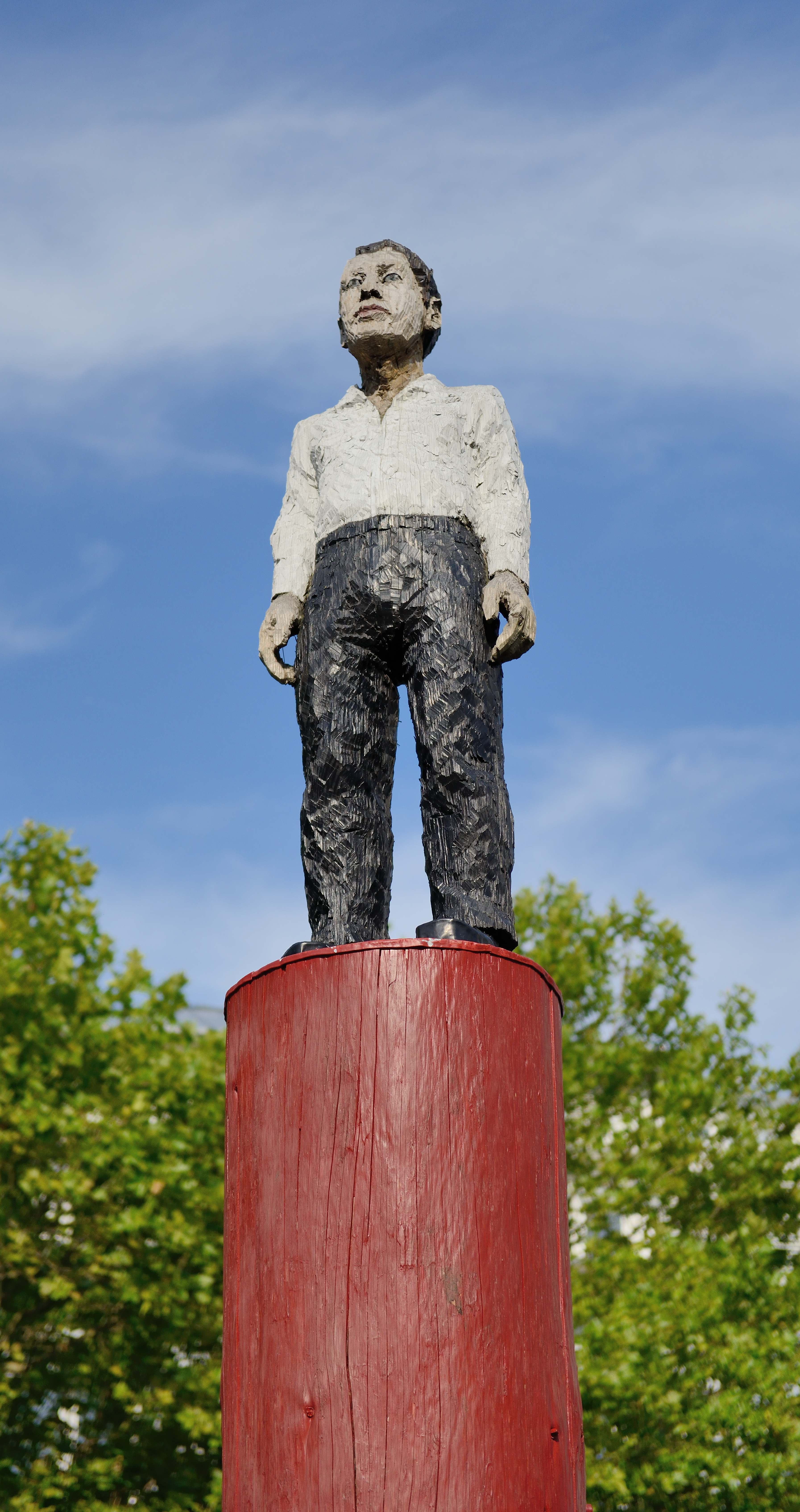
Grande figura di colonna a Lörrach, Baden-Württemberg, Germania
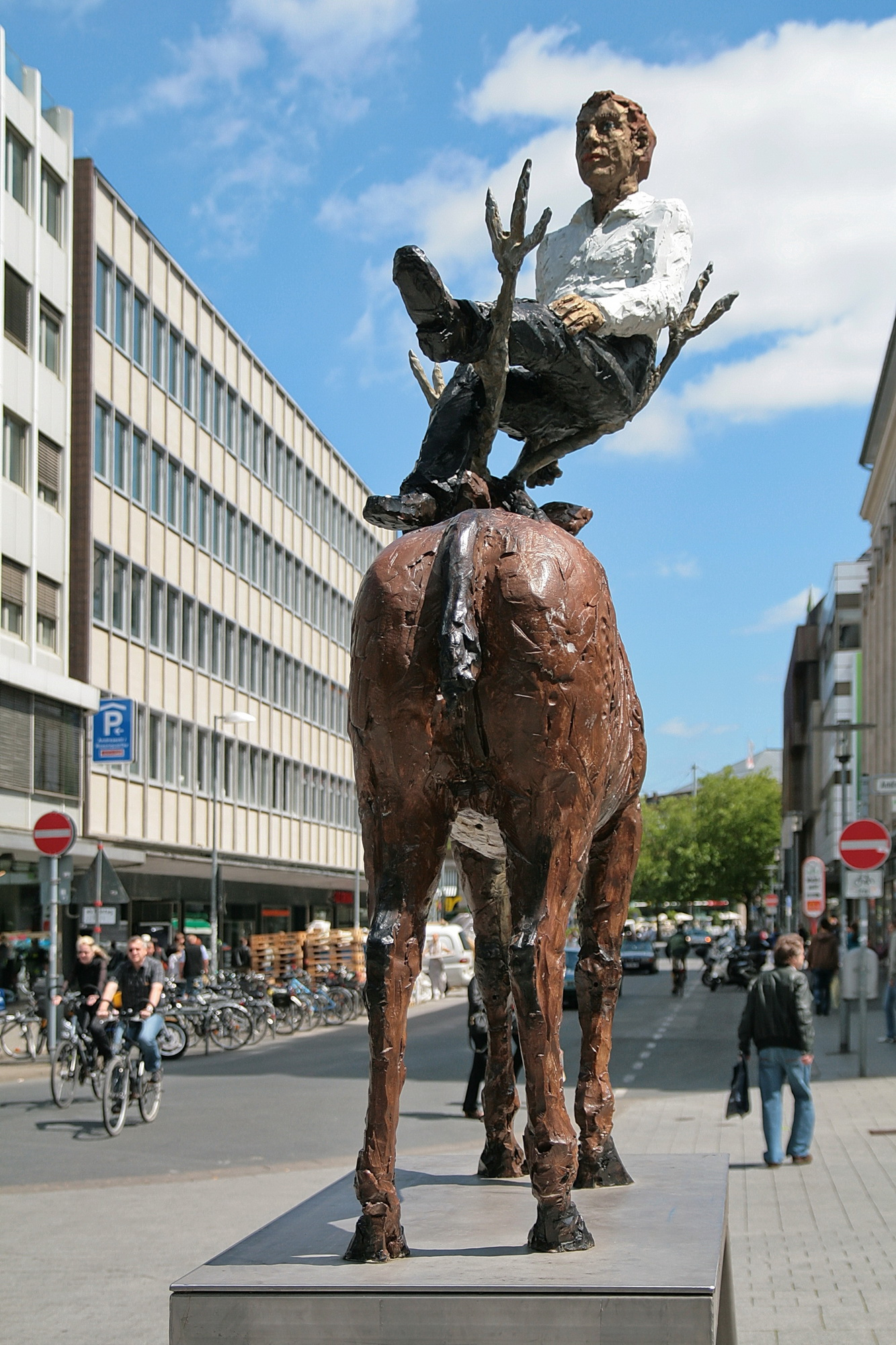
"Uomo con cervo" ad Hannover, Bassa Sassonia, Germania
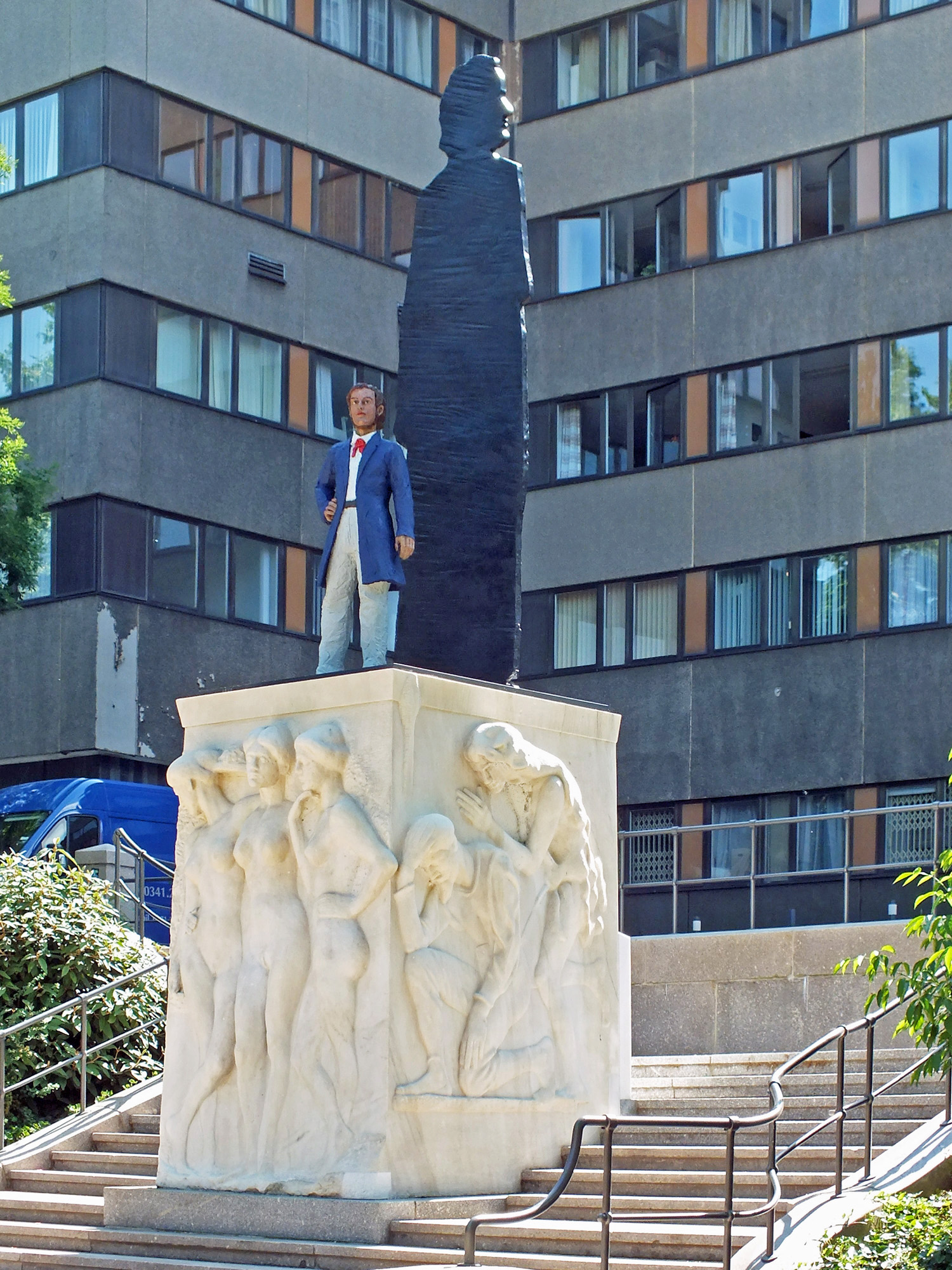
Monumento a Richard Wagner a Lipsia, Sassonia, Germania, su un piedistallo di Max Klinger
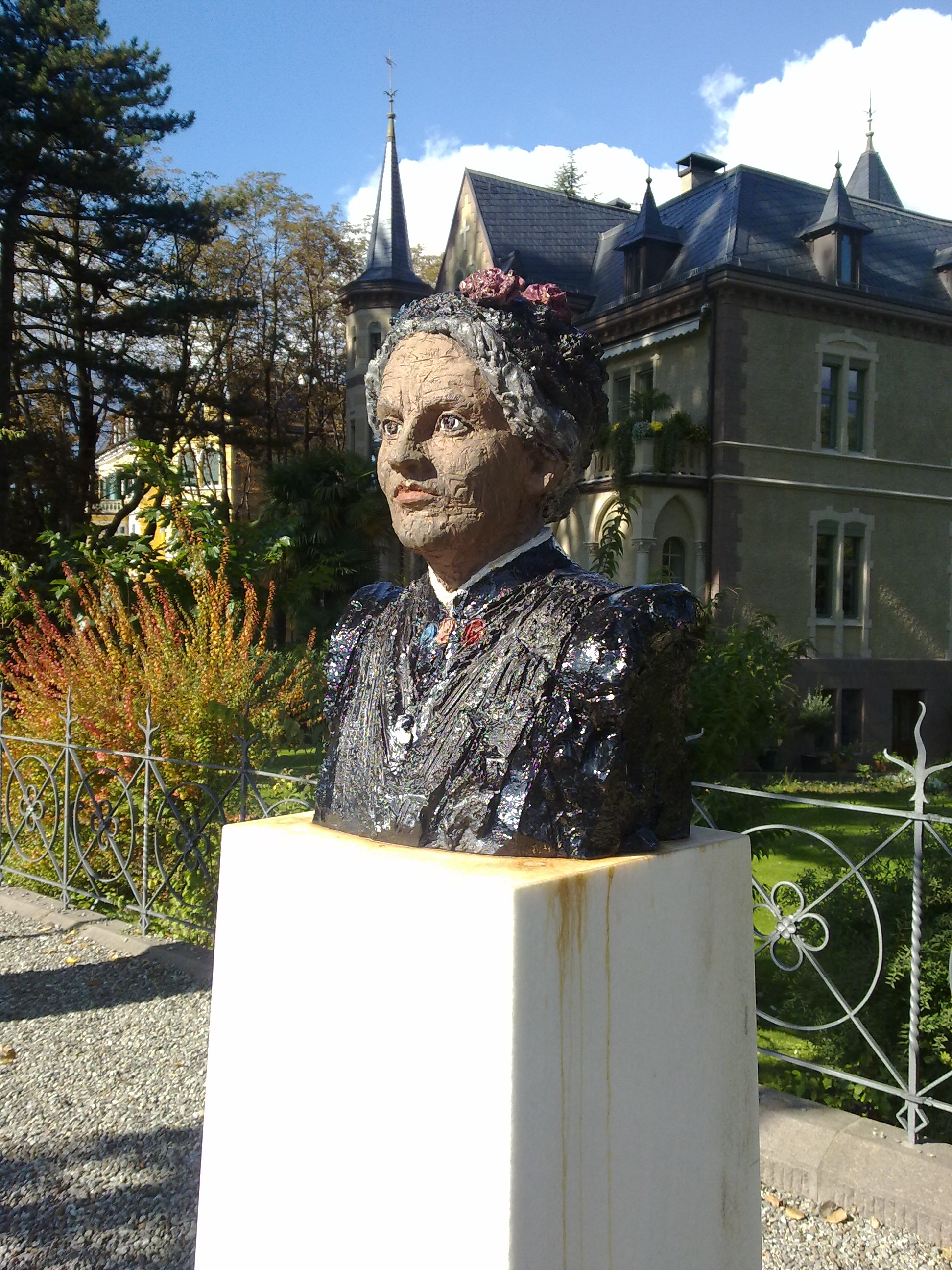
"Emma" Contributo al progetto artistico di Merano "HumanShapes"

## Premi
- 2016 Membro onorario dell'Accademia delle arti russe, San Pietroburgo, Russia
- 2014 Ordine delle arti e delle lettere, Francia
- Premio d'arte di Brema 1990, Brema, Germania
- 1989 Premio di sponsorizzazione, Premio internazionale dello Stato del Baden-Württemberg, Germania
- 1983 Karl Schmidt Rottluff Grant
- 1986 Città libera e anseatica di Amburgo Grant, Amburgo, Germania

## Collezioni pubbliche
- Art Institute of Chicago, (Chicago, IL, Stati Uniti)
- Birmingham Museum of Art (Birmingham, AL, Stati Uniti)
- Museo The Broad (Los Angeles, CA, USA)
- Carnegie Museum of Art Pittsburgh (Pittsburgh, PA, USA)
- Hamburger Bahnhof (Berlino, Germania)
- Hirshhorn Museum and Sculpture Garden, (Washington, DC, Stati Uniti)
- Kunstmuseum Bonn, (Bonn, Germania)
- Le Centre européen d'actions artistiques contemporaines (CEAAC), (Strasburgo, Francia)
- Los Angeles County Museum of Art, (LACMA) (Los Angeles, CA, USA)
- Ludwig Forum für Internationale Kunst (Aquisgrana, Germania)
- Museu Coleção Berardo, (Lisbona, Portogallo)
- Museo Ludwig (Colonia, Germania)
- Museum für Moderne Kunst, (Francoforte, Germania)
- Museo nazionale d'arte (Osaka, Giappone)
- Neue Pinakothek (Monaco di Baviera, Germania)
- Norton Simon Museum, (Los Angeles, CA, USA)
- Peggy Guggenheim (Venezia, Italia)
- Museo d'arte di Seattle (Seattle, WA, Stati Uniti)